# Haliplus lewsii
Haliplus lewsii är en skalbaggsart som beskrevs av George Robert Crotch 18733. Haliplus lewsii ingår i släktet Haliplus och familjen vattentrampare. Inga underarter finns listade i Catalogue of Life.